# ユニコーン (SS-429)
ユニコーン (USS Unicorn, SS-429) は、アメリカ海軍の潜水艦。バラオ級潜水艦の一隻。艦名は北極海に生息する歯クジラの一種イッカクの通称に因む。額に角があるニザダイ科テングハギ属の魚はUnicornfishと呼ばれるが、アメリカ公文書はイッカクを由来と見なしている。
ユニコーンの建造は1942年7月9日に発注され、ペンシルベニア州フィラデルフィアのウィリアム・クランプ・アンド・サンズ社で起工されたが、1944年7月29日に建造はキャンセルされた。